# Sinterklaas en het Raadsel van 5 December
Sinterklaas en het Raadsel van 5 December is een Nederlandse jeugdfilm uit 2011, geregisseerd door Martijn van Nellestijn met onder anderen in de hoofdrollen Pamela Teves, Wim Rijken, Inge Ipenburg en Hetty Heyting.

## Verhaal
Na de avonturen van 2008, 2009 en 2010 lopen de pieten op tegen een nieuw, en modern, probleem; De meeste schoorstenen zijn verdwenen en veel huizen zijn tegenwoordig beveiligd met een alarm. De arme Pieten worden steeds door de politie achterna gezeten als ze proberen de cadeautjes te bezorgen bij de kinderen. Een voor een belanden ze in de gevangenis.
Wanneer Sinterklaas druk bezig is om het probleem van de Pieten op te lossen, wordt hij ontvoerd door de gemene Dr. Brein en haar handlangers Joris en Boris. Ondertussen proberen Pieta en Mevrouw Dakjes een stel Pietjes het Pietenvak bij te brengen. Daar worden ze ook nog lastiggevallen door Michiel, die voor de schoolkrant een interview met Sinterklaas wil hebben.

## Rolverdeling
| Acteur                 | Personage              | Opmerkingen                   |
| ---------------------- | ---------------------- | ----------------------------- |
| Wim Rijken             | Sinterklaas            |                               |
| Pamela Teves           | Dr. Brein              |                               |
| Martine van Os         | Pieta                  |                               |
| Inge Ipenburg          | Diana Dakjes           |                               |
| Hetty Heyting          | Tante Til              |                               |
| Carlo van de Greef     | Mission Control piet 1 |                               |
| Ricardo Gerritsen      | Mission Control piet 2 |                               |
| Alex van Bergen        | Pakjespiet             |                               |
| Ralf Mackenbach        | Michiel                | schoolkrant verslaggever      |
| Frans Duijts           | Kapitein Frans         |                               |
| Frits Sissing          |                        | directeur van het Rijksmuseum |
| Martijn van Nellestijn | Joris                  |                               |
| Richard de Ruijter     | Boris                  |                               |
| Gerard Joling          | Gerard Joling          |                               |
| Sjoerd Pleijsier       | MC Joosten             |                               |
| Ellen Evers            | Ingrid la Fleur        | De ijdeltuit                  |
| Jack Spijkerman        | Meesterpiet            |                               |
| Peter van der Vorst    |                        | Vader                         |
| Astrid Joosten         |                        | Moeder                        |
| Faas Brouwer           |                        | zoon                          |
| Frederik de Groot      | Jankers                | Inspecteur                    |
| Erik-Jan Slot          | De Bok                 | Agent                         |
| Bert Kuizenga          | Pendulepiet            |                               |
| Wolter Kroes           |                        | Beveiligingsman               |
| Marga Bult             | Marga                  | Secretaresse                  |
| André Kuipers          | André Kuipers          | ESA-astronaut                 |
| Yvonne Coldeweijer     | Keet!                  | presentatrice                 |
| Johan Vlemmix          |                        | Wandelaar                     |
| Irene Kuiper           | Rita                   |                               |
| Lisa Lumeij            | Nathalie Beekman       |                               |
| Bianco Otten           |                        | vriendin van Joling           |
| Alain Hulspas          |                        | vriend Joling                 |
| Koen Smit              |                        | Minister President            |
| Harold Verwoert        | Diego                  |                               |
| Thorben Giling         | Pedro                  |                               |
| Pernille Giling        | Pascali                |                               |

## Achtergrond
- De titelsong Het Raadsel van 5 December werd gezongen en geschreven door Harold Verwoert (Diego).

## Prijzen en nominaties
| Jaar | Festival | Prijs | Categorie   | Ontvanger     | Informatie                 |
| ---- | -------- | ----- | ----------- | ------------- | -------------------------- |
| 2011 | NFF      |       | Gouden Film | Erik-Jan Slot | Meer dan 100.000 bezoekers |